# Антиной Лансдаунский
Антиной Лансдаунский (англ. Antinous Lansdowne) — древнеримский мраморный бюст Антиноя, фаворита и возлюбленного римского императора Адриана. Юноша изображён в образе бога Диониса с венком из плюща на голове. Эта скульптура была найдена в 1769 году при раскопках на вилле Адриана в Тиволи. Проданный маркизу Лансдауна Уильяму Петти-Фицморису (откуда он берёт своё название), в XX веке бюст перешёл в коллекцию музея Фицуильяма.

## Описание
Бюст Антиноя Ландаунского представляет собой его классический идеализированный портрет в натуральную величину: молодое овальное лицо со строгими выразительными чертами, круглыми щеками, прямыми, расчерченными волосками бровями, крупным прямым носом, полными чувственными губами и крупным подбородком. Голова его слегка наклонена и повернута влево и вниз. Взгляд меланхоличный, грустный, задумчивый. На голове Антиноя — копна густых, пышных длинных крупнозавитых волос, собранных ниже затылка в узел. Лоб перетянут лентой (тэнией), которая пропущена под локонами назад, где завязана вокруг узла, а её концы художественно спускаются вперёд по обе стороны от шеи. Голова Антиноя украшена атрибутом Диониса — венком из плюща, листья и грозди ягод которого топорщатся в стороны над пышными кудрями. Известно три типа иконографии Антиноя, выделяемых на основании строения причёски: основной, мондрагонский и египетский. Эта скульптура относится ко второму.
|  |  |  |  |

## История

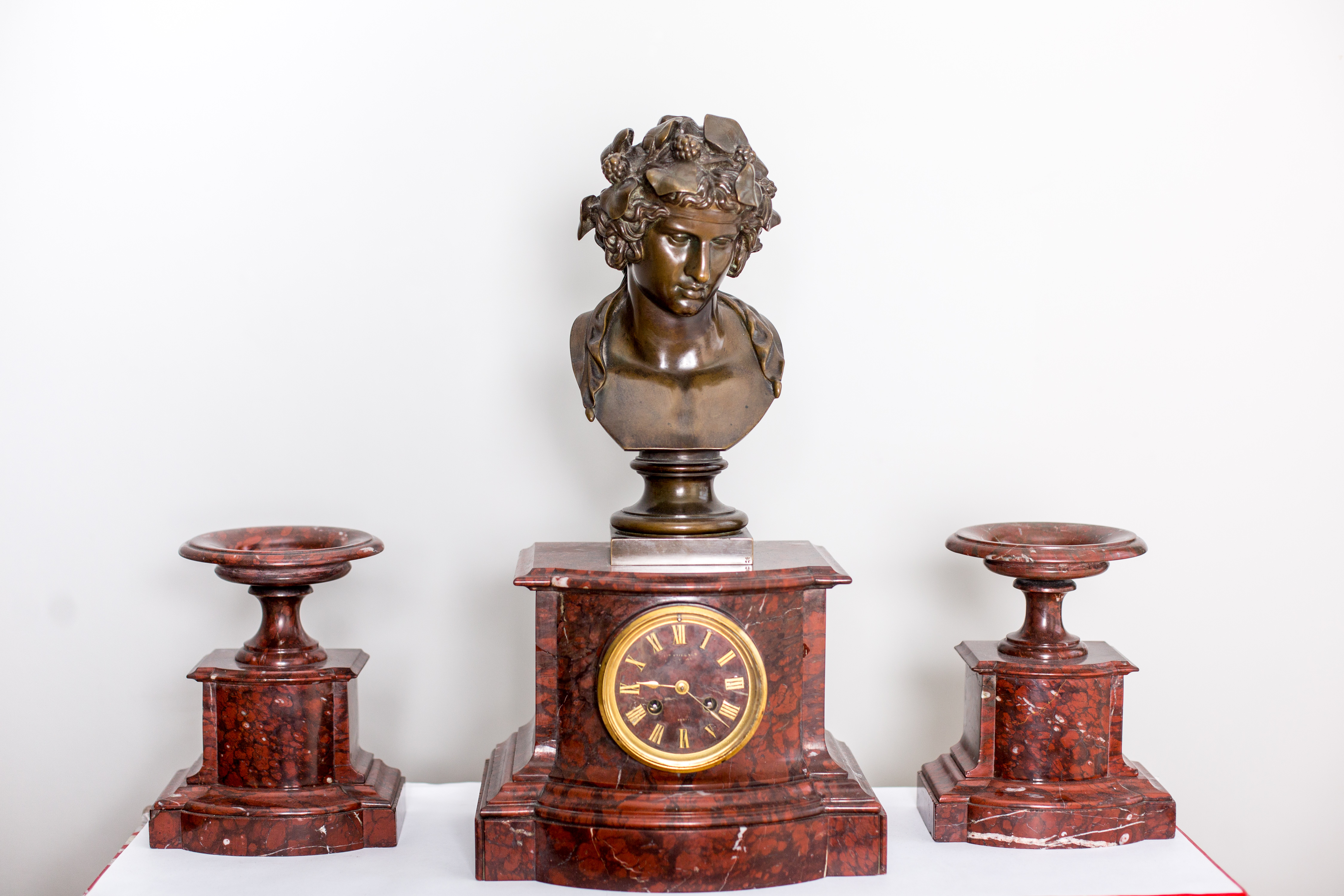
Каминный часовой гарнитур в виде алтаря Антоноя-Диониса. XIX век, мастерская Виктора Пайяра. Квир-музей в Петербурге

После трагической гибели в 130 году н. э. своего фаворита и возлюбленного Антиноя римский император Адриан обожествил его. До самой смерти правителя в 138 году н. э. по всей стране создавались многочисленные скульптуры юноши. Часто это были портреты в образе какого-либо бога, особенно часто — Диониса, культ которого был связан со смертью и последующим воскрешением. Так, неизвестный римский мастер создал и эту скульптуру.
Бюст Антиноя был найден в 1769 году при раскопках виллы Адриана в Тиволи. Собиратель древностей Гэвин Гамильтон продал его британскому коллекционеру маркизу Лансдауна Уильяму Петти-Фицморису. Бюст был помещён в коллекции древностей в резиденции Лансдаун-Хаус в Лондоне, откуда и берёт своё название. В 1930 году он был продан на аукционе Кристис художнику Чарльзу Шеннону, который на протяжении всей жизни был в отношениях с другим художником Чарльзом Рикеттсом. В 1937 году после смерти Шэннона по его завещанию скульптура была передана музею Фицуильяма в Кембридже.
В ходе реставрации в XVIII веке бюсту Антиноя были добавлены утраченные две ягодные грозди и несколько листьев в венке, части локонов на правом виске, нос, части губ и подбородка, а также торс. Некоторые исследователи предполагают, что вся голова является подделкой. Бюст сравнивают со скульптурными портретами Антиноя Мондрагонского, Антиноя Браски, Антиноем Якобсена и Антиноя Чатсуорта.
В XIX веке во Франции бронзовые копии бюста Антиноя Лансдаунского были растиражированы литейными мастерскими Фердинанда Барбедьенна, Сюсс Фрер, Виктора Пайяра и другими. Один из таких бюстов принадлежал Фредди Меркьюри. Делались также копии из гипса, терракоты и фарфора, как в натуральную величину, так и уменьшенные. В 1882 году итальянский литейщик Леоне Клеричи создал скульптурный дуэт Антиноя Лансдаунского и Диониса из Капитолийских музеев, назвав его «Вакх и Ариадна». Такое сочетание получило большую популярность.